# Knuffelen

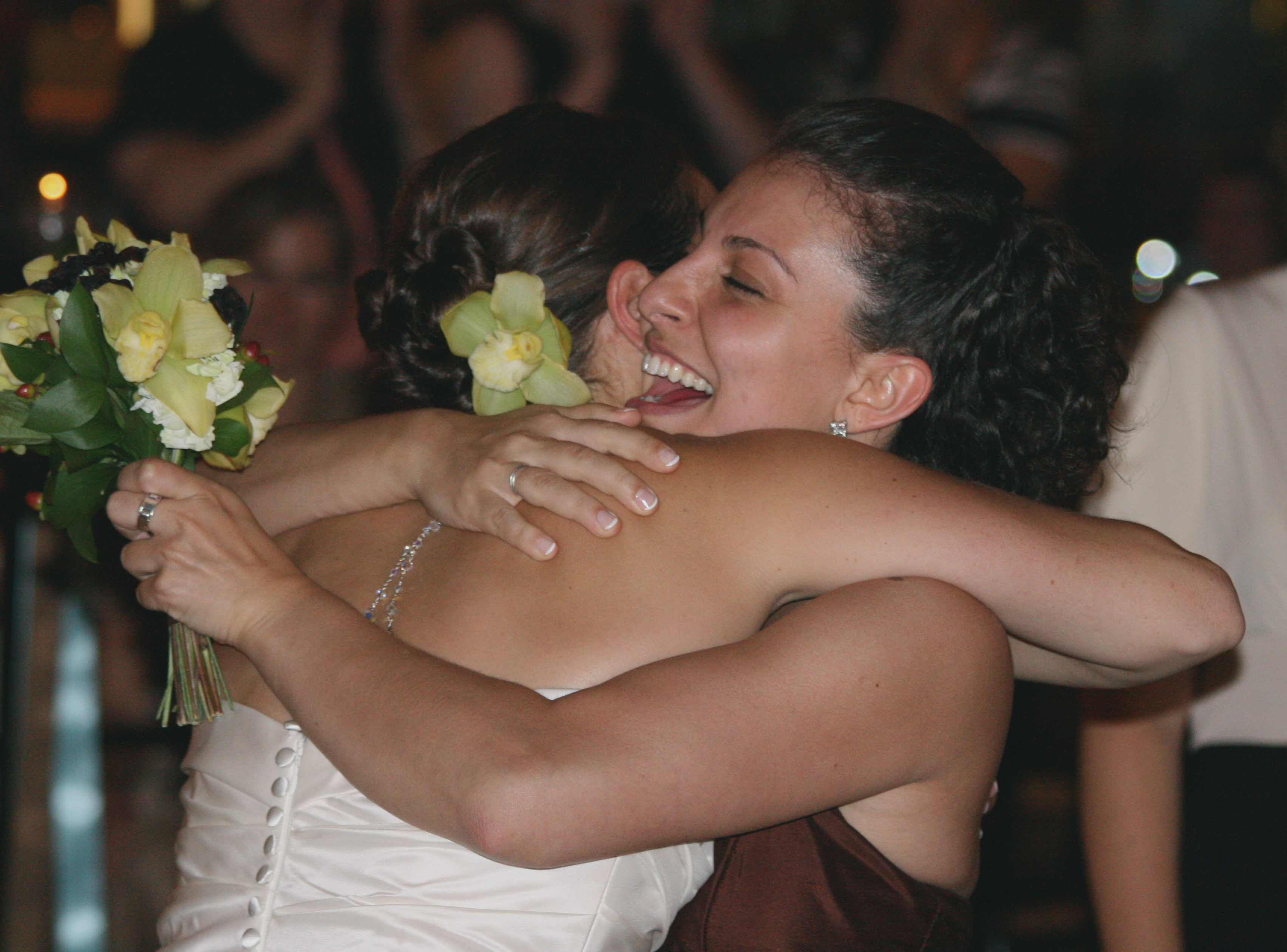
Voorbeeld van een knuffel

Knuffelen is het liefdevol of zorgzaam tegen zich aandrukken van een of meerdere personen. De knuffel is een veel voorkomende manier om genegenheid te tonen, net als het geven van een kus.
Knuffelen kan meerdere functies hebben:
- het bieden van troost
- aanmoediging
- het tonen van begrip
- het bieden van geborgenheid
- het delen van een emotie (zowel verdriet, onmacht, angst als blijdschap)
- acceptatie
- uiting van blijdschap, zoals het vieren van een overwinning
- bevestiging van een vriendschaps-, vertrouwensband
- begroeting en afscheid nemen

In tegenstelling tot sommige andere vormen van lichamelijke intimiteit wordt knuffelen in veel culturele contexten geaccepteerd of zelfs aangemoedigd. Knuffels kunnen variëren in intensiteit en naar plaats van aanraking. Kinderen hebben vaak een knuffelbeest om in de behoefte aan troost, acceptatie of tederheid te voorzien. Knuffelen is niet op seksuele opwinding gericht. Het knuffelen met een seksuele lading wordt vrijen of minnekozen genoemd.

## Wereldrecord
In 2015 werd op luchthaven Schiphol het wereldrecord knuffelen verbroken door dertig uur achtereen te knuffelen.